# 易卜拉欣·希纳西
易卜拉欣·希纳西（土耳其語：İbrahim Şinasi，1826年8月5日—1871年9月13日），是奥斯曼帝国的思想家、立宪派政治人物、语言学家和剧作家。希纳西在坦志麦特时期通过办报纸，推动了欧洲启蒙思想在帝国内部的传播。同时他亦是宪政运动的早期支持者，并与他的友人纳米克·凯末尔一同成为秘密组织新奥斯曼人的主要领导人。他们致力于在坦志麦特之后进一步推进奥斯曼帝国的改革，以期仿效欧洲实现帝国的现代化振兴。尽管希纳西在立宪目标达成前即逝世，然而新奥斯曼人的活动直接促使帝国在1876年首次建立了君主立宪制，从而颁布了《1876年宪法》。希纳西作为当时最重要的作家和政治活动家之一，为奥斯曼帝国以及后来土耳其共和国的社会改革奠定了舆论基础。

### 延伸阅读
- Ceylan, Ebubekir. . London: I.B. Tauris. 2011. ISBN 978-1848854253.
- Ergişi, Ayşegül.  (PDF). The Journal of International Social Research. Fall 2012, 5 (23): 207–214  [16 December 2013]. ISSN 1307-9581. （原始内容存档 (PDF)于2015-09-24） （土耳其语）.